# Wohn- und Wirtschaftsgebäude Bremer Weg 4
Das Wohn- und Wirtschaftsgebäude Bremer Weg 4, Ecke Im Grünen Winkel, in Kirchseelte, Ortsteil Klosterseelte Samtgemeinde Harpstedt, stammt von 1848. Hier befindet sich heute (2022) u. a. Mollys Café.
Das Gebäude steht unter Denkmalschutz (Siehe auch Liste der Baudenkmale in Kirchseelte).

## Geschichte
Das eingeschossige niederdeutsche Wohn- und Wirtschaftsgebäude von 1848 ist ein Zweiständerhallenhaus und Fachwerkhaus mit Putzausfachungen sowie einem Krüppelwalmdach, Niedersachsengiebel mit Uhlenloch und Pferdeköpfen, der Grooten Door und der zum Teil alten Raumaufteilung. Am traufseitigen Wirtschaftshaus schließt nach Süden ein Stallanbau, teils als Putzbau, teils in Fachwerk, mit Satteldach an.
Die Landesdenkmalpflege bemerkt eine „geschichtliche Bedeutung … als beispielhaftes Fachwerkhallenhaus“. In dem Haus war in den 1970er/1990er Jahren eine Praxis.